# Macromedia FreeHand
Macromedia FreeHand (FH) es un programa informático de creación de imágenes mediante la técnica de gráficos vectoriales. Gracias a ella, el tamaño de las imágenes resultantes es escalable sin pérdida de calidad, lo que tiene aplicaciones en casi todos los ámbitos del diseño gráfico: identidad corporativa, páginas web (incluyendo animaciones Flash), rótulos publicitarios, etc.

## Historia

### Altsys y Aldus FreeHand
En 1984, James R. Von Ehr fundó Altsys Corporation para desarrollar aplicaciones gráficas para computadoras personales.Con sede en Plano, Texas , la compañía inicialmente produjo software de edición y conversión de fuentes; Fontastic Plus, Metamorfosis y el Importador de Arte.  Su primer paquete de diseño de fuentes PostScript, Fontographer , fue lanzado en 1986 y fue el primer programa de este tipo en el mercado. Con el fondo de PostScript establecido con Fontographer , Altsys también desarrolló FreeHand (originalmente llamado Obra maestra) como un programa de ilustración basado en PostScript de Macintosh que utilizaba curvas de Bézier para el dibujo y era similar a Adobe Illustrator .
FreeHand fue anunciado como "... un programa de gráficos Macintosh que se describe como que tiene todas las características de Adobe Illustrator más herramientas de dibujo como Mac Paint y Mac Draft y efectos especiales similares a los de Cricket Draw".  Seattle Aldus Corporation adquirió un acuerdo de licencia con Altsys para lanzar FreeHand junto con su producto insignia, Pagemaker , y Aldus FreeHand 1.0 fue lanzado en 1988. 
La asociación entre las dos compañías continuó con Altsys desarrollando FreeHand y con Aldus controlando el marketing y las ventas. Después de 1988, se produjo un intercambio competitivo entre Aldus FreeHand y Adobe Illustrator en la plataforma Macintosh con cada software lanzando nuevas herramientas, logrando una mayor velocidad y combinando características significativas. El desarrollo para Windows PC también permitió a Illustrator 2 (también conocido como Illustrator 88 en Mac) y FreeHand 3 lanzar versiones de Windows al mercado de gráficos.

### Macromedia Freehand
Cuando Aldus y su cartera de productos fueron adquiridos por Adobe Systems, los nuevos propietarios se vieron obligados a desprenderse de FreeHand que se situaba en competencia directa con uno de los productos originales más importantes de la empresa (Adobe Illustrator), este hecho podía llegar a constituir un indicio de prácticas monopolistas, así que después de la intervención de la Comisión Federal del Comercio de los EE. UU., el programa volvió a manos de Altsys, que fue comprada posteriormente por Macromedia.
A finales de 1994, Altsys todavía conservaba todos los derechos de FreeHand. A pesar de los breves planes para mantenerlo en la empresa para venderlo junto con Fontographer y Virtuoso,  Altsys llegó a un acuerdo con la empresa de software multimedia Macromedia, para su compra. Este acuerdo mutuo proporcionó a FreeHand y Fontographer un nuevo hogar con amplios recursos para mercadotecnia, ventas y competencia en contra de la recién fusionada compañía Adobe-Aldus. Altsys permanecería en Richardson, Texas, pero pasaría a llamarse Digital Arts Group of Macromedia y sería responsable del desarrollo continuo de FreeHand.En esta operación Macromedia recibió 200,000 clientes de FreeHand y expandió su línea tradicional de productos de software de gráficos multimedia para ilustración y diseño de software de gráficos. El hasta entonces, CEO James Von Ehr fue nombrado vicepresidente de Macromedia hasta 1997 cuando se fue para fundar otra empresa.
Macromedia continuó desarrollando el programa desde la versión 5.5 hasta la MX. Sin embargo, desde 2003 hasta 2006, Macromedia mostró poco interés en el desarrollo del producto, pese a lo cual FreeHand mantuvo su cuota de mercado gracias a su excelente integración con el resto de los productos de la firma (como Flash o Fireworks). A pesar de ello, FreeHand no fue actualizado como lo fueron las demás herramientas de la firma: ni en el paquete "MX 2004" ni en el "Studio 8", permaneciendo estancado en la versión "MX".

### Adobe Freehand
El 18 de abril de 2005, Adobe Systems anunció un acuerdo para adquirir Macromedia en un intercambio de acciones valorado en alrededor de  3.4 mil millones de USD, este hecho colocaba al producto en una posición "incómoda" (de nuevo en competencia con Adobe Illustrator). El Departamento de Justicia reglamentó la transacción que se produjo 10 años después de la decisión de la Comisión Federal del Comercio de 1994 que prohibía a Adobe adquirir FreeHand.  La adquisición tuvo lugar el 3 de diciembre de 2005 y Adobe integró poco después las operaciones, redes y organizaciones de atención al cliente de las empresas.  Adobe adquirió FreeHand junto con toda la línea de productos de Macromedia que incluía Flash, Dreamweaver y Fireworks, pero sin incluir Fontographer, y otorgó la licencia a FontLab Ltd.con una opción para comprar todos los derechos.
El futuro de FreeHand se vio abocado a la desaparición. Se continuó vendiendo bajo el mismo nombre de FreeHand MX pero sin ninguna nueva función desde su último lanzamiento y sin exhibir mucho su existencia. La idea era que todos los usuarios de FreeHand pasasen a ser usuarios de Adobe Illustrator (Ai), con lo que, al final, en el terreno del diseño gráfico, todo el espacio del diseño vectorial quedaría en manos de este último y de CorelDraw. No obstante, y pese a esta política de Adobe, un importantísimo grupo de usuarios de todo el mundo continuó aferrado a FreeHand.

## Controversia
En 2009 se lanzó una campaña para la salvación de FreeHand y se formó una comunidad de usuarios alrededor de la organización FreeFreehand.org que presentó una demanda civil antimonopolio contra Adobe Systems, Inc. alegando que "Adobe había violado las leyes antimonopolio federales y estatales al abusar de su posición dominante en el mercado de software de ilustración gráfica profesional".  A pesar de las peticiones antes mencionadas con el advenimiento de Flash Player 11 en octubre de 2011, Adobe abandonó intencionadamente el soporte para contenido SWF creado por FreeHand, supuestamente con el objetivo de instar a la transición a su  Adobe Illustrator. A principios de 2012, la demanda iniciada por Free FreeHand  Organization dio como resultado un acuerdo con Adobe Systems, Inc., por el cual los miembros del grupo recibieron descuentos para los productos de Adobe y una promesa de desarrollo de productos de Adobe Illustrator (Ai) de acuerdo con sus solicitudes.

## Historial de versiones
| Icono | Versión                                                       | Empresa            | Año de lanzamiento   | Plataformas                                            | Funciones notables (primicias de FreeHand) |
|       | FreeHand 1.0                                                  | Aldus              | 1988                 | Mac OS                                                 | - Trabajar en modo de vista previa - Soporte completo para el color del proceso CMYK y las separaciones de cuatro colores |
|       | FreeHand 2.0 (actualización: 2.0.2)                           | Aldus              | 1988                 | Mac OS                                                 | - Mezclas editables. - Importación de TIFF - Rellenos personalizados y rellenos de mosaico. |
|       | FreeHand 3.0 (actualización: 3.1.1)                           | Aldus              | 1991                 | Mac OS , Windows                                       | - Varias páginas en cualquier tamaño y orientación. |
|       | FreeHand 4.0 (actualización: 4.0b)                            | Aldus              | 1994                 | Mac OS , NeXTtambién conocido como "Virtuoso", Windows | - Un área cuadrada de 54 pulgadas para páginas de documentos, adaptable a 24 páginas de tamaño carta con espacio adicional para artículos de cartón. - Ajustar los párrafos dentro de las columnas en tablas. Ajuste automático de texto a la caja. |
|       | FreeHand 5.0 (actualizaciones: 5.0.2 y 5.5)                   | Macromedia         | 1995                 | Mac OS , Windows                                       | - Herramienta Cuchillo: cierra automáticamente los caminos que corta. - Copiar y pegar atributos de un objeto a otro. - Los objetos pueden ajustarse a objetos y guías. - Herramienta de perspectiva para objetos. - Documentos vistos en hasta ocho ventanas diferentes. - Las capas individuales se ven como Keyline o Vista previa. - Zoom hasta 1,638,400%. Atrapamiento automático. - Herramienta Cuentagotas recoge colores de imágenes importadas. - Rellenos graduados y radiales con hasta 64 colores. Versión 5.5: (Versión Mac solo) - Importación de PDF - Aceptar plug-ins de Photoshop, para controlar escáneres o aplicar filtros a las imágenes. - Colocar objetos dibujados dentro de bloques de texto para que fluyan con el texto. - Exportar páginas u objetos como imágenes de mapa de bits. |
|       | FreeHand 6.0                                                  | Macromedia         | solo existía en beta |                                                        | |
|       | FreeHand 7.0 (actualización: 7.0.2)                           | Macromedia         | 1996                 | Mac OS , Windows                                       | - Arrastra y suelta entre FreeHand y Photoshop. - Mezcla entre colores planos. - Mezcla entre gradientes. - Buscar y reemplazar atributos de objetos. - Exportar FreeHand a Shockwave (Flash). |
|       | FreeHand 8.0 (actualización: 8.0.1b)                          | Macromedia         | 1998                 | Mac OS , Windows                                       | - Transparencia en vectores y objetos de mapa de bits. - Usa símbolos para repetir elementos. - Manguera gráfica para rociar símbolos. - Remodelar la herramienta para empujar y tirar de las rutas - Asignar atajo de teclado a cualquier comando. - Arrastra y suelta las selecciones de Photoshop en un documento de FreeHand. - Cuadro de diálogo Uso de imagen - Recoger para la función de Salida. - Magnifique la lente para crear una copia en vivo, "ampliada" de cualquier área. |
|       | FreeHand 9.0 (actualizaciones: 9.0.1 Mac y 9.0.2 Win)         | Macromedia         | 2000                 | Mac OS , Windows                                       | - Agregar hipervínculos a los objetos y exporte a PDF, HTML o Flash. - Exportar a Photoshop con capas intactas. - Herramienta Lazo para seleccionar áreas de forma libre. - Herramienta Magic Wand para seleccionar objetos. - La herramienta Sobre distorsiona los gráficos y el texto editable. - Cuadrículas de perspectiva que remodelan objetos a medida que edita la cuadrícula. - Exportar varias páginas en HTML - Exportar capas y mezclas como animación Flash. - Convertir un documento a escala de grises. |
|       | FreeHand 10.0 (actualización: 10.0.1)                         | Macromedia         | 2001                 | Mac OS , Mac OS X , Windows                            | - Páginas maestras - Biblioteca de símbolos. - Imprimir un área de una página. |
|       | FreeHand 11.0 (MX) (actualizaciones: 11.0.1 y 11.0.2 en 2004) | Macromedia / Adobe | 2003                 | Mac OS , Mac OS X , Windows                            | - Herramienta para efectos 3D - Edición de degradados directamente dentro de un objeto. - Estilos de artículos. - Connector Lines para unir objetos y moverse junto con ellos. - Herramienta borrador para borrar porciones de objetos vectoriales. |